# 요시프 브레칼로
요시프 브레칼로(크로아티아어: Josip Brekalo, 1998년 6월 23일 ~ )는 크로아티아의 축구 선수로, 현재 프르바 HNL의 하이두크 스플리트에서 윙어로 활약하고 있다.